# Radio Oranje

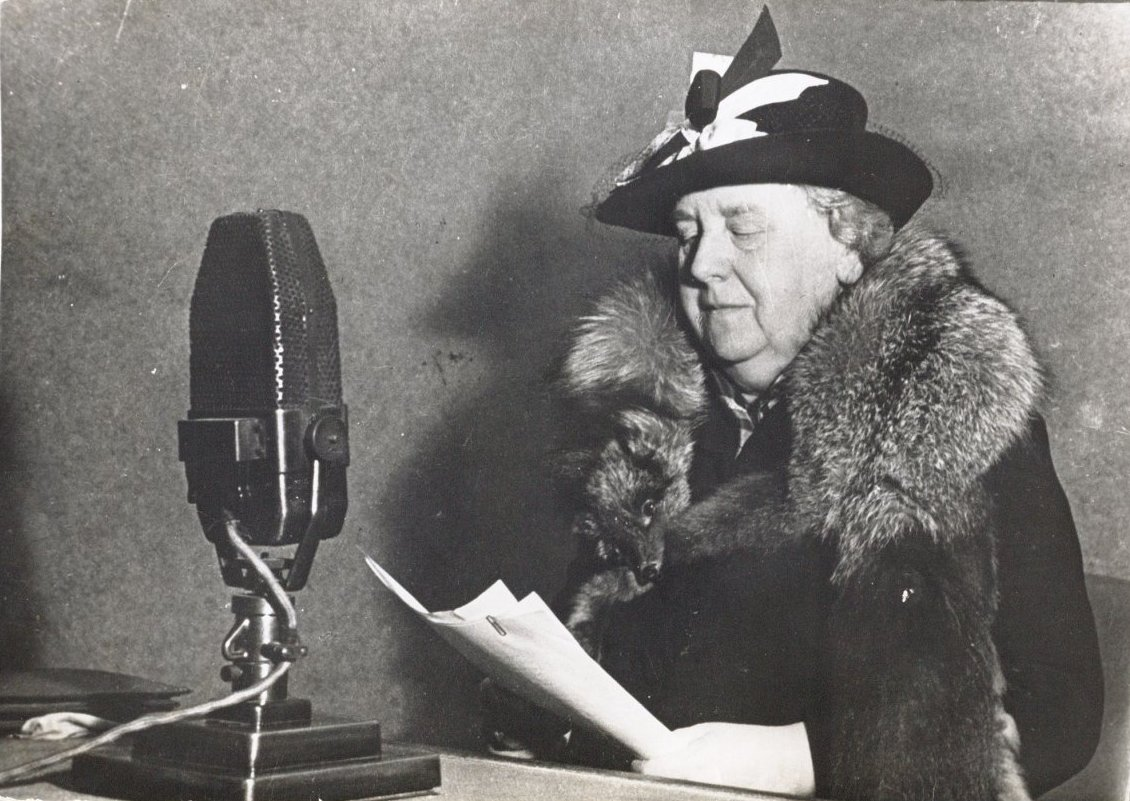
Królowa Wilhelmina wygłaszająca orędzie w Radiu Oranje

Radio Oranje – niderlandzkojęzyczna stacja radiowa działająca na terenie Wielkiej Brytanii w okresie drugiej wojny światowej pod auspicjami BBC i transmitująca program radiowy na teren Holandii. 

## Powstanie radia
Niderlandzka sekcja europejskiego serwisu BBC rozpoczęła nadawanie codziennych 15-minutowych serwisów informacyjnych w kwietniu 1940. W maju holenderski rząd na uchodźstwie zażądał własnego programu radiowego, co łamałoby monopol BBC. Ministerstwo Informacji wydało jednak zgodę pod warunkiem, że pracownicy serwisu będą sprawdzeni przez MI5. Szefem radia został J. W. Lebon, a nazwę Radio Oranje wymyślił Meier Sluijser. Radio nadawało na falach długich o częstotliwości 200 kHz, falach średnich o częstotliwości 804, 1149 i 1052 kHz oraz na falach krótkich w pasmach 31, 41 i 49 metrów. Radio rozpoczynało swoje programy słowami „Mówi Radio Oranje, głos Holandii na wojnie”. W audycjach informowano o przebiegu wojny i wzywano Holendrów do niekolaborowania z siłami niemieckimi. Czasem również nadawano zaszyfrowane informacje dla holenderskiego ruchu oporu. Na falach Radia Oranje przemawiała również holenderska królowa Wilhelmina, jej pierwsze przemówienie nadano 28 lipca 1940.

## Słuchalność
Na mocy dyrektywy oznaczonej VO 35/40 z dnia 4 lipca 1940, mieszkańcy okupowanej Holandii mogli słuchać tylko radia z nadajników umieszczonych na terenie Holandii i III Rzeszy. 13 maja 1944 wydano znacznie ostrzejsze regulacje i wezwano do oddania radioodbiorników. Do tego zarządzenia dostosowało się od ok. 6 do 12% mieszkańców różnych regionów Holandii. Programy Radia Oranje, jak też innych rozgłośni nadających na teren Holandii były zagłuszane. Efekt był jednak niewielki, budowano specjalne anteny, znane jako Moffenzeef.